# Parafomoria fumanae
Parafomoria fumanae là một loài bướm đêm thuộc họ Nepticulidae. Nó được tìm thấy ở miền nam Pháp và Tây Ban Nha.
There are at least two to three generations per year.
Ấu trùng ăn Fumana procumbens. 